# Haus der Ketten

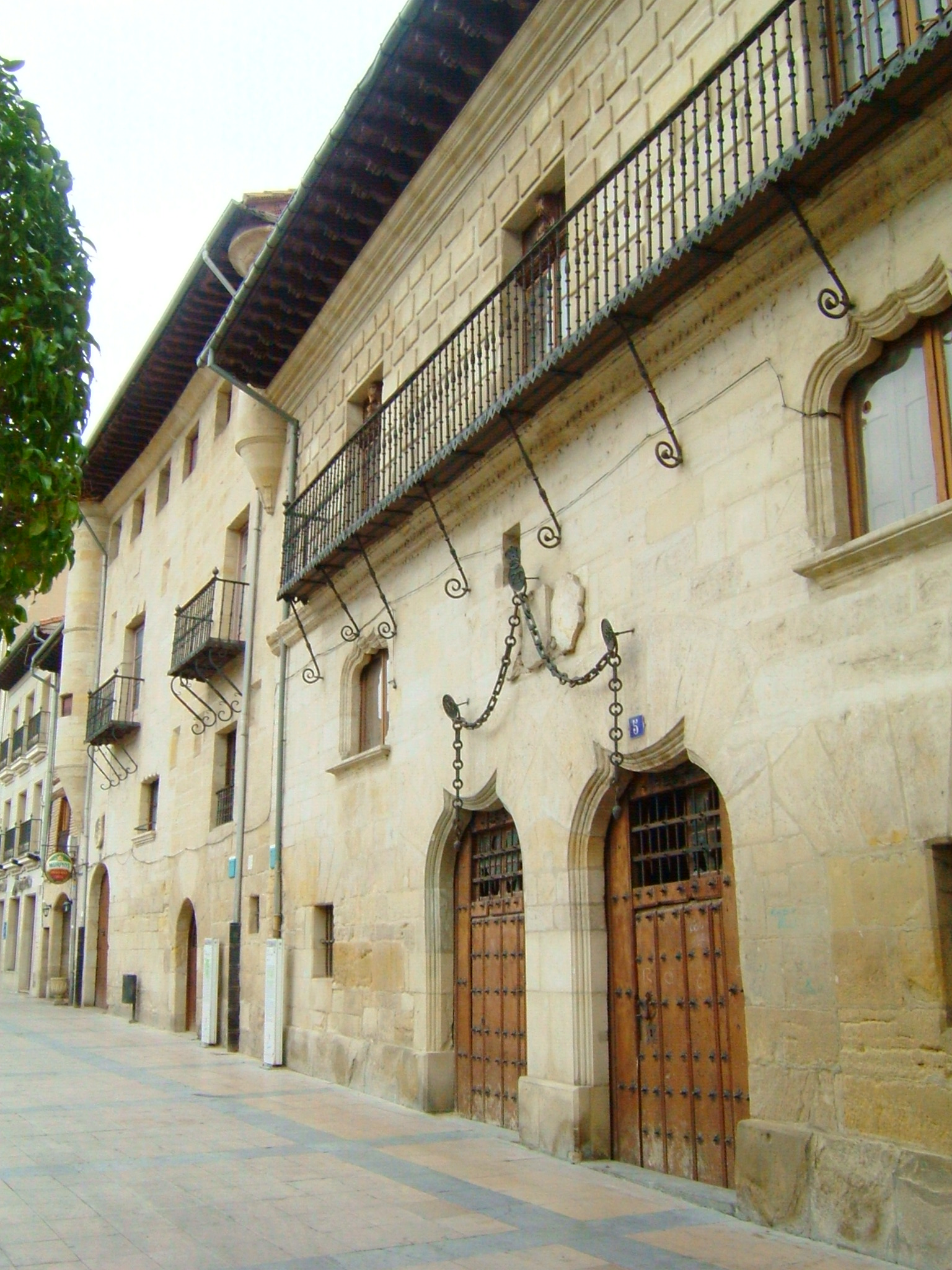
Frontansicht Haus der Ketten

Das Haus der Ketten (spanisch: Casa de las Cadenas) ist ein Palast des 17. Jahrhunderts in der Stadt Miranda de Ebro (Burgos, Spanien). Es war Wohnsitz der Grafen von Berberana.

## Geschichte
Das Herrenhaus wurde 1580 oder 1600 von der Familie Gil Delgado erbaut, die später den Titel der Grafen von Berberana trug. Hier wohnten Napoleon Bonaparte und König Ferdinand VII. von Spanien, der 1828 die Ketten (las Cadenas) zum Andenken an seinen Aufenthalt hinterließ. Am 16. August 1837 wurde der Oberbefehlshaber der liberalen Armee, Rafael de Ceballos-Escalera, während des Karlistenkrieges von aufständischen Soldaten in diesem Anwesen ermordet.

## Beschreibung
Das Haus ist auf rechteckigem Grundriss gebaut und hat einen Dachgiebel. Es verfügt über einen Garten wie in den Stadthäusern der damaligen Zeit üblich.
Die in Stein-Mauerwerk gehaltene Renaissance-Hauptfassade geht symmetrisch auf die Plaza de España hinaus. In drei stark beschädigten Wappenschilden sind keine heraldischen Formem mehr erkennbar.
Die hintere Fassade grenzt an die Straße Calle de la Independencia und ist ein Teil eines senkrecht zum Vordergebäude errichteten Flügels, der einen Teil des Gartens umfasst. Das Gebäude besteht aus drei Geschossen; die unteren beiden sind aus Mauerwerk errichtet, mit Quadern in den Ecken und an den Fenstern. Das Obergeschoss besteht aus Ziegeln.